# حسن محمد إسماعيل
حسن محمد إسماعيل (19 أبريل 1917 - 1988) هو مهندس مدني مصري، ورئيس جامعة القاهرة خلال (1975 - 1976)، وزير التعليم والبحث العلمي والتكنولوجيا خلال فترة (1978 - 1989) «وزارة التربية والتعليم حالياً»، ورئيس أكاديمية البحث العلمي والتكنولوجيا خلال (1979 - 1980)، هو واحد من خمسة (فنيين) مدنيين، اختارهم جمال عبد الناصر ومحمود يونس قائد العملية «ديلسبس» وأول رئيس مصري لهيئة قناة السويس، ليكونوا ضمن مجموعة تأميم القناة في 26 يوليو سنة 1956.

## حياته ونشأته
حسن محمد إسماعيل عمر ولد في 10 أبريل سنة 1917 بمركز طلخا محافظة الدقهلية، حصل على شهادة البكالوريوس في قسم الهندسة المدنية من كلية الهندسة جامعة القاهرة سنة 1938، ودرجة الماجستير في الهندسة سنة1943، و ودرجة الدكتوراه من معهد كاليفورنيا للتقنية سنة 1948.
ابنه أحمد حسن إسماعيل (1956) وهو مهندس مصري، ورئيس مجلس إدارة شركة بيسر للاستشارات، وأستاذ سابق في إدارة الإنشاءات في كلية الهندسة جامعة القاهرة.

## مناصب
- عمل معيداً بكلية الهندسة جامعة القاهرة سنة 1938.
- تدرج في سلك الوظائف الجامعية حتى درجة أستاذ 1956.
- عميد كلية الهندسة جامعة القاهرة 1968-1969.
- وكيل الجامعة لشئون الدراسات العليا والبحوث 1969-1970.[6]
- رئيس جامعة القاهرة 1975-1976.[7][8]
- وزير التعليم والبحث العلمي والتكنولوجيا 1978-1989 (كان المنصب يجمع الوزرات الثالثة التعليم والإعلام والثقافة.[9]
- رئيس أكاديمية البحث العلمي والتكنولوجيا 1979—1980.[10]
- عضو المجلس الأعلى للجامعات ورئيس لجنة قطاع التعليم الهندسي.
- رئيس شعبة الري والصرف الأهلية المصرية.
- رئيس شعبة الهندسة الاستشارية المدنية.
- شعبة التعليم الهندسي والمؤهلات بنقابة المهندسين.
- عضو مجلس ادارة مركز التنمية التكنولوجية لجامعة القاهرة.
- شارك في عملية تأميم قناة السويس 1956.
- عمل مستشار هيئة قناة السويس 1976.
- تصميم معمل الأبحاث لهيئة القناة بالاسماعيلية، واقامة مدرسة علمية بمركز بحوث هيئة قناة السويس.
- قام برئاسة الجانب المصري في دراسات التخطيط الإقليمي للساحل الشمالي الغربي ومدينة العامرية الجديدة، وميناء دمياط وفي وضع خطة وسياسة التوسع وانشاء الموانئ المصرية.

### مساهمات علمية
- له أكثر من أربع وعشرين بحثاً علمياً منشورا في نواحي العمل الهندسي المختلف.
- شارك في عدة مؤتمرات علمية عالمية.

## أوسمة وجوائز
- وسام الاستحقاق من الطبقة الثانية 1965 .
- وسام الاستحقاق من الطبقة الأولى 1975.
- نوط اليونسكو من الدراجة الأولى من مجموعة فنزويلا.
- وسام ناسو البرتغالي من ملكة هولندا.
- وسام الجمهورية من الطبقة الأولى 1979.
- جائزة الدولة التقديرية في العلوم 1980.